# Alice Wanda Landowski
Pour les articles homonymes, voir Landowski.
Alice Wanda Landowski, née le 28 novembre 1899 dans le 8e arrondissement de Paris et morte le 18 avril 1959   dans le 17e arrondissement de Paris, est une musicologue française.

## Biographie
Alice Wanda Landowski est la fille de Ladislas Landowski, docteur en médecine, et de Hermance Frédérique Julie Loewenstein.
Elle est professeur d'histoire de la musique au Conservatoire de Clermont-Ferrand, puis celui de Rouen.
Elle divorce de Georges Gabriel Bomier, qu'elle a épousé en 1925.
Ses ouvrages sur la musique sont honorés du prix Auguste Furtado de l'Académie française en 1949 
Elle est morte à son domicile de la Rue Alfred-Roll à l'âge de 59 ans.

## Ouvrages
- Phoca
- L'année musicale 1935-1936-1937-1938
- Les grands musiciens

Prix Sobrier-Arnould de l’Académie française en 1939
- Histoire de la musique moderne de 1900 à 1940
- Histoire générale de la musique
- Le Travail en musique, Paris, Éditions le Bon plaisir, 1949.
- Paul Paray, musicien de France et du monde, Lyon, Éditions et Imprimeries du Sud-Est, 1956.
- L'Œuvre de Claude Delvincourt, Paris, Éditions le Bon plaisir, 1947.
- La musique américaine, Paris, P. Horay, 1952.
- La musique à travers les âges, Paris, Calmann-Lévy, 1937.
- Maurice Ravel : sa vie, son œuvre, Paris, Éditions ouvrières, 1950.
- Frédéric Chopin et Gabriel Fauré, Paris, Richard-Masse, 1946.